# Eleições estaduais na Paraíba em 1974
As eleições estaduais na Paraíba em 1974 ocorreram em duas fases conforme previa o Ato Institucional Número Três e assim a eleição indireta do governador Ivan Bichara e do vice-governador Dorival Terceiro Neto foi em 3 de outubro e a escolha do senador Rui Carneiro, 11 deputados federais e 33 estaduais aconteceu em 15 de novembro a partir de um ritual aplicado aos 22 estados e aos territórios federais do Amapá, Rondônia e Roraima. Os paraibanos residentes no Distrito Federal escolheram seus representantes no Congresso Nacional por força da Lei n.º 6.091 de 15 de agosto de 1974.
Nascido em Cajazeiras e formado na Universidade Federal de Pernambuco, o advogado Ivan Bichara foi escolhido governador pelo presidente Ernesto Geisel. Antes de sua graduação ele trabalhou em O Norte e, além de jornalista foi funcionário do Instituto de Aposentadorias e Pensões dos Industriários engajando-se na oposição ao Estado Novo. Eleito deputado estadual pela UDN em 1947 e 1950 chegou a presidir o legislativo e liderou o governo José Américo de Almeida sendo eleito deputado federal em 1954 figurando como suplente nas eleições seguintes. Filiado à ARENA após o Regime Militar de 1964 foi presidente do Conselho Consultivo das Caixas Econômicas Federais no governo Castelo Branco retornando à iniciativa privada como consultor jurídico da Associação Comercial do Rio de Janeiro, cargo que deixou para assumir o Palácio da Redenção.
Com sua renúncia para disputar uma cadeira de senador em 1978 assumiu o governo o também advogado e jornalista Dorgival Terceiro Neto, nascido em Taperoá e formado na Universidade Federal da Paraíba, onde foi professor. Funcionário público lotado no Departamento de Estradas de Rodagem esteve ao dispor do Tribunal de Justiça da Paraíba e da Secretaria de Planejamento assumindo a diretoria de crédito do Banco do Estado da Paraíba no último mês do governo Pedro Gondim sendo mantido no cargo por João Agripino. Filiado à ARENA foi nomeado prefeito de João Pessoa no governo Ernani Sátiro até renunciar ao mandato para ser eleito vice-governador. Graças à renúncia de Ivan Bichara para disputar um mandato de senador em 1978, Dorgival Terceiro Neto assumiria o poder em 14 de agosto do referido ano.
Na eleição para senador a vitória foi do também advogado e jornalista Rui Carneiro. Formado pela Universidade Federal de Pernambuco foi eleitor da chapa Getúlio Vargas e João Pessoa em 1930 e com a Revolução de 1930 foi chefe de gabinete de José Américo de Almeida e João Marques dos Reis no Ministério de Viação e Obras Públicas seguindo este último quando o mesmo assumiu a presidência do Banco do Brasil. Eleito suplente de deputado federal em 1934, foi efetivado no ano seguinte. Nomeado interventor federal na Paraíba em 1940 permaneceu no cargo por cinco anos. Membro do PSD e do MDB, foi eleito deputado estadual em 1947 mas renunciou para ocupar um cargo de direção na Organização Henrique Lage e depois uma diretoria no Banco Lar Brasileiro. Foi eleito senador nos anos de 1950, 1958, 1966 conquistando, portanto, seu quarto mandato consecutivo em 1974 quando já havia deixado a presidência estadual do MDB.

## Resultado da eleição para governador
Eleição realizada pela Assembleia Legislativa da Paraíba na qual houve 12 abstenções ou ausências dentre os aptos a votar.
| Candidatos a governador do estado | Candidatos a vice-governador | Número | Coligação             | Votação | Percentual |
| --------------------------------- | ---------------------------- | ------ | --------------------- | ------- | ---------- |
| Ivan Bichara ARENA                | Dorgival Terceiro Neto ARENA | -      | ARENA (sem coligação) | 19      | 100%       |

## Resultado da eleição para senador
Dados fornecidos pelo Tribunal Regional Eleitoral da Paraíba que apurou 576.370 votos nominais, 37.707 votos em branco (5,89%) e 26.012 votos nulos (4,06%) totalizando um comparecimento de 640.089 eleitores.
| Candidatos a senador da República | Primeiro suplente de senador | Número | Coligação             | Votação | Percentual |
| --------------------------------- | ---------------------------- | ------ | --------------------- | ------- | ---------- |
| Rui Carneiro MDB                  | Ivandro Cunha Lima MDB       | -      | MDB (sem coligação)   | 297.780 | 51,66%     |
| Aluizio Campos ARENA              | Clóvis Cavalcanti ARENA      | -      | ARENA (sem coligação) | 278.590 | 48,34%     |

## Deputados federais eleitos
São relacionados os candidatos eleitos com informações complementares da Câmara dos Deputados.

Representação eleita
  ARENA: 7
  MDB: 4

| Deputados federais eleitos | Partido | Votação | Percentual | Cidade onde nasceu   | Unidade federativa |
| Wilson Braga               | ARENA   | 65.284  |            | Conceição            | Paraíba            |
| Humberto Lucena            | MDB     | 54.965  |            | João Pessoa          | Paraíba            |
| Antônio Mariz              | ARENA   | 55.068  |            | João Pessoa          | Paraíba            |
| Ademar Pereira             | ARENA   | 43.560  |            | Pombal               | Paraíba            |
| Marcondes Gadelha          | MDB     | 43.006  |            | Sousa                | Paraíba            |
| Petrônio Figueiredo        | MDB     | 38.525  |            | Campina Grande       | Paraíba            |
| Teotônio Neto              | ARENA   | 30.778  |            | Santana dos Garrotes | Paraíba            |
| Maurício Leite             | ARENA   | 30.615  |            | Patos                | Paraíba            |
| Janduhy Carneiro           | MDB     | 27.998  |            | Pombal               | Paraíba            |
| Álvaro Gaudêncio           | ARENA   | 27.726  |            | São João do Cariri   | Paraíba            |
| Antônio Gomes              | ARENA   | 27.238  |            | Umbuzeiro            | Paraíba            |

## Deputados estaduais eleitos
Na disputa pelas 33 vagas da Assembleia Legislativa da Paraíba a ARENA conquistou 22 cadeiras e o MDB 11.

Representação eleita
  ARENA: 22
  MDB: 11

| Deputados estaduais eleitos | Partido | Votação | Percentual | Cidade onde nasceu     | Unidade federativa |
| Enivaldo Ribeiro            | ARENA   | 15.156  | 3,12%      | Campina Grande         | Paraíba            |
| Edme Tavares                | ARENA   | 14.661  | 3,02%      | Cajazeiras             | Paraíba            |
| Evaldo Gonçalves            | ARENA   | 13.355  | 2,75%      | São João do Cariri     | Paraíba            |
| José Lacerda Neto           | ARENA   | 13.060  | 2,69%      | São José de Piranhas   | Paraíba            |
| Ramalho Leite               | ARENA   | 11.898  | 2,45%      | Bananeiras             | Paraíba            |
| Inácio Morais               | ARENA   | 11.886  | 2,45%      | Santa Luzia            | Paraíba            |
| Nominando Diniz             | ARENA   | 11.555  | 2,38%      | Princesa Isabel        | Paraíba            |
| Chico Soares                | ARENA   | 11.180  | 2,31%      | Patos                  | Paraíba            |
| José Soares Madruga         | ARENA   | 10.927  | 2,25%      | Itaporanga             | Paraíba            |
| Assis Camelo                | ARENA   | 10.515  | 2,17%      | Bayeux                 | Paraíba            |
| Juracy Palhano              | ARENA   | 10.515  | 2,17%      | Remígio                | Paraíba            |
| Ananias Gadelha             | ARENA   | 10.510  | 2,17%      | Cajazeiras             | Paraíba            |
| Chico Vieira                | ARENA   | 10.427  | 2,15%      | Lagoa                  | Paraíba            |
| Waldir dos Santos           | ARENA   | 10.154  | 2,09%      | Campina Grande         | Paraíba            |
| Américo Maia                | ARENA   | 10.049  | 2,07%      | Catolé do Rocha        | Paraíba            |
| Antônio Montenegro          | ARENA   | 9.980   | 2,06%      | Rio Tinto              | Paraíba            |
| Egídio Madruga              | ARENA   | 9.813   | 2,02%      | Pedras de Fogo         | Paraíba            |
| Paulo Gadelha               | MDB     | 9.488   | 1,96%      | Sousa                  | Paraíba            |
| Orlando Almeida             | MDB     | 9.378   | 1,93%      | Campina Grande         | Paraíba            |
| Inácio Pedrosa              | MDB     | 9.357   | 1,93%      | Cruz do Espírito Santo | Paraíba            |
| Bosco Barreto               | MDB     | 9.158   | 1,89%      | Cajazeiras             | Paraíba            |
| José Alves de Lira          | MDB     | 9.076   | 1,87%      | Teixeira               | Paraíba            |
| Waldir Bezerra              | MDB     | 8.800   | 1,81%      | Campina Grande         | Paraíba            |
| Rui Gouveia                 | MDB     | 8.609   | 1,78%      | Campina Grande         | Paraíba            |
| Levi Rodrigues              | MDB     | 8.494   | 1,75%      | Patos                  | Paraíba            |
| Luiz Ferreira Barros        | ARENA   | 8.459   | 1,74%      | Cabedelo               | Paraíba            |
| José Fernandes de Lima      | MDB     | 8.385   | 1,73%      | Mamanguape             | Paraíba            |
| Laércio Pires               | MDB     | 8.191   | 1,69%      | Sousa                  | Paraíba            |
| Gustavo Amorim              | MDB     | 11.292  | 1,29%      | Mulungu                | Paraíba            |
| Manoel Gaudêncio            | ARENA   | 6.852   | 1,41%      | Campina Grande         | Paraíba            |
| Edivaldo Motta              | ARENA   | 6.840   | 1,41%      | Patos                  | Paraíba            |
| Sócrates Pedro              | ARENA   | 6.436   | 1,33%      | Campina Grande         | Paraíba            |
| Nilo Feitosa                | ARENA   | 6.160   | 1,27%      | Monteiro               | Paraíba            |